# Guerra preistorica
La guerra preistorica è la guerra condotta nell'era che precede la scrittura, e prima che si costituissero le grandi entità sociali che chiamiamo Stati. Le guerre storiche iniziano con gli eserciti permanenti dell'età del bronzo (Sumeri), ma la guerra preistorica può essere studiata in alcune società anche in epoche molto più moderne.
Quando gli esseri umani abbiano iniziato a combattersi è oggetto di vivace dibattito tra gli antropologi e tra gli storici. Vi sono esempi di uomini di Neanderthal con punte di lancia conficcate nello scheletro, ma secondo taluni antropologi potrebbe trattarsi di sacrifici umani. La risposta alla domanda dipende ovviamente dalla definizione di “guerra”: quando, cioè, riteniamo che una rissa tra bande di cacciatori acquisti la qualità di conflitto armato tra entità politiche o etniche.
Si discute molto anche sulle dimensioni degli eserciti preistorici. Chi nega in radice la nozione stessa che stiamo esaminando, sostiene che la densità della popolazione del tempo escludeva che vi fosse in alcun caso qualcosa di più della scorreria di poche decine di uomini. Ciò sarebbe confermato dalle ultime lettere di Amarna, da cui si evince che una ventina di armati potesse terrorizzare le città del Levante meridionale. Altri ribattono che insediamenti delle dimensioni di Çatalhöyük, nell'attuale Turchia, avrebbero verosimilmente schierato parecchie centinaia di uomini, e pertanto un'alleanza di poche città avrebbe prodotto una forza ragguardevole. Questi gruppi erano certo grandi a sufficienza perché si possa assumere che tutti gli elementi dell'arte militare (tattica, logistica e strutture organizzative) sarebbero stati essenziali al successo di una spedizione.

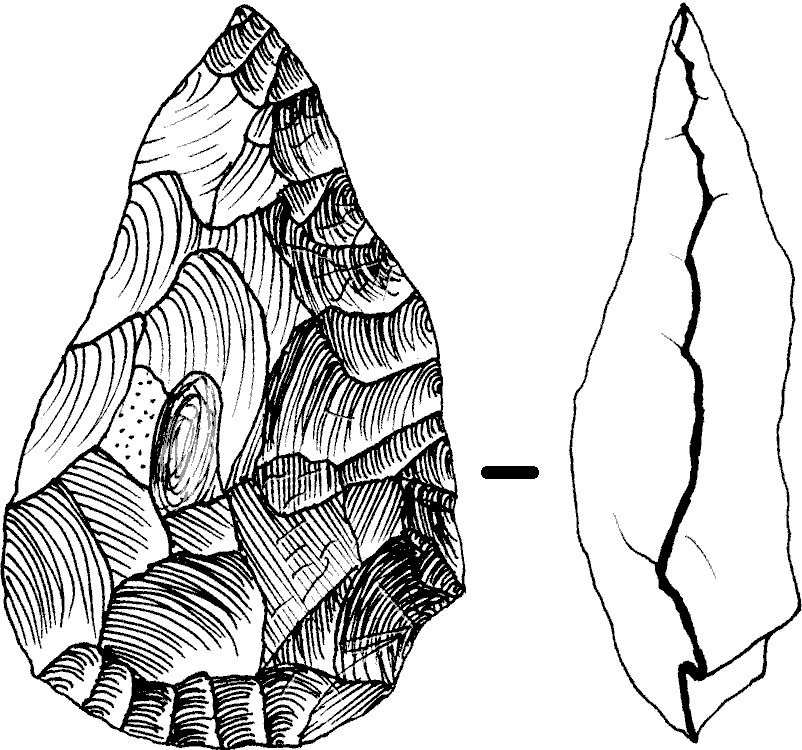
Utensile-arma preistorico

## Guerra endemica
Delle società di cacciatori-raccoglitori ancora esistenti, alcune vivono in modo molto violento, conducendo spesso scorrerie contro i gruppi vicini, nel corso delle quali prendono agli avversari con la forza territorio, donne e beni vari. Altri gruppi, quali i Boscimani del Kalahari, vivono in società che ignorano la guerra, ed è molto raro l'omicidio. Nessuno sa quale dei due modelli prevalesse ai primordi dell'umanità, e se ne discute assai. Fra le società "primitive violente", è in ogni caso comune l'aspetto della ritualità della guerra, con una quantità di tabù e di prassi locali che sostanzialmente limitano il numero delle perdite umane, e la durata delle ostilità: questa situazione va sotto il nome di guerra endemica. Tra società tribali interessate a detto fenomeno, la conflittualità latente può degenerare in vera guerra ad intervalli di una generazione, approssimativamente; le cause possono essere le più varie, come la pressione demografica o la competizione per il dominio di risorse, ma vi può essere guerra anche senza una ragione apparente.

## Natura della guerra
John Keegan, ne La maschera del comando (pag. 18 e seg.), riporta alcune importanti considerazioni, argomentando anche dagli scritti di W. T. Divale.

Nonostante il notevole numero di guerrieri schierato, si uccideva poco. A causa della grande distanza tra i guerrieri e della relativa inefficacia delle armi primitive, a cui va aggiunta l'agilità del giovane guerriero, che gli permetteva di schivare le frecce, erano rari i colpi che andavano a segno. Se accadeva che qualcuno rimanesse gravemente ferito o fosse ucciso, di solito la battaglia si fermava per il resto della giornata.

In questa "ritualizzazione" del conflitto, pare fosse decisivo il ruolo degli anziani (tratti da ciascuno dei "partiti" contrapposti), che seguivano la battaglia in una posizione di sicurezza, cioè nella cosiddetta terra di nessuno , e di comune accordo stabilivano quando fosse il momento di ordinare il break ai contendenti, funzione in un certo senso ereditata dagli araldi del Medioevo.

## Paleolitico
Le armi più comunemente usate  erano, com'è prevedibile, semplici quanto a foggia ed a costruzione. In origine, consistevano di clave e lance. Queste erano state intensamente impiegate a scopo venatorio intorno al 35000 a.C., ma non vi è certezza che all'epoca esistesse qualcosa di simile alla guerra. Di molti dipinti murari di quel periodo, nessuno rappresenta persone che attaccano altre persone. Non esiste prova archeologica di combattimenti su vasta scala situabili in questo periodo di evoluzione sociale.
A partire dal 12000 a.C., orientativamente, il combattimento fu trasformato dallo sviluppo di arco, mazza e frombola. Pare che l'arco sia stato l'arma più decisiva nell'evolversi della guerra primordiale, poiché consentiva attacchi meno rischiosi di quelli condizionati dalla mischia corpo a corpo. Al contrario di quanto appena detto per l'assenza, nell'arte rupestre, di scene di battaglia con le clave, lo sviluppo dell'arco coincide con le prime pitture conosciute raffiguranti scontri organizzati tra partiti contrapposti. Si tratta di figure inquadrate in linee e colonne, precedute da un capo riconoscibile per il diverso abbigliamento. Alcune pitture riproducono perfino atti tattici tuttora identificabili come attacchi laterali o accerchiamenti.
La mazza sembra aver goduto un periodo di preminenza quale arma individuale di elezione per il combattimento. Nondimeno, lo sviluppo della corazza in pelle limitò grandemente la sua efficacia, rendendo al contempo preferibili proiettili ed armi da taglio in genere.

## Neolitico
Il Neolitico è quel periodo dello sviluppo della tecnologia umana che inizia con la nascita dell'agricoltura e termina con la diffusione degli utensili metallici.
Rispetto alla successiva età del Bronzo e del Ferro, il neolitico è caratterizzato da piccole città, tecnologia litica (uso della pietra) e mancanza di gerarchia sociale. Le città in genere non sono fortificate e sono spesso costruite in aree difficili da difendere.
La prima testimonianza archeologica di quella che potrebbe essere stata una battaglia preistorica è sul Nilo, al confine tra Egitto e Sudan: il sito conosciuto come Cimitero 117 risale ad un periodo compreso tra il 12.300 e l'11.100 a.C., nel CXVIII secolo a.C. 
Esso contiene un gran numero di corpi, molti dei quali con punte di frecce integrate nei loro scheletri, il che indica che essi possono essere stati le vittime di una battaglia. Tale conclusione resta però solo un'ipotesi: i corpi del Cimitero 117 possono essere stati accumulati nell'arco di decenni; potrebbe essere il risultato dell'ammasso di uomini di passaggio uccisi in diversi momenti, piuttosto che di una vera battaglia; inoltre quasi la metà dei corpi è di sesso femminile.
Un'ulteriore testimonianza di una battaglia del Neolitico è la fossa comune di Talheim, nella Germania sud-occidentale, dove gli archeologi ritengono che intorno al 5.500 a.C. si sia consumato il massacro di una tribù rivale. Circa 34 persone sono state legate e uccise con un colpo alla tempia sinistra. Il sito di Talheim è una delle prime tracce di guerra nell'Europa neolitica 
Con lo sviluppo dell'agricoltura e la domesticazione degli animali, le società umane paiono divenire più propense ad impegnarsi nelle guerre. L'agricoltura creava un'abbondanza di cibo tale da consentire agli agricoltori di passare qualche anno come guerrieri, oppure di sostentare una classe di guerrieri di professione.
I Maori sono degni di nota per le migliaia di fortificazioni costruite per promuovere l'insediamento di un gruppo malgrado lo svolgersi di lotte pressoché permanenti nelle loro isole del Sud Pacifico. In un'era che precedeva l'assedio, le armi sono state sviluppate ad un alto grado di complessità tecnologica, e quando gli attaccanti avevano limitati rifornimenti e tempo da trascorrere impegnati in battaglia, le fortificazioni sembrano essere state un metodo efficace di mettere al sicuro una popolazione e le sue risorse vitali contro gli invasori, benché campi e villaggi fossero esposti ai loro saccheggi. Queste fortificazioni sostanziali dimostrano che vi era una considerevole organizzazione nelle società primitive. Ciò, peraltro, costituisce anche indiretta e corollaria prova della loro capacità di condurre guerre organizzate.

## Età del bronzo

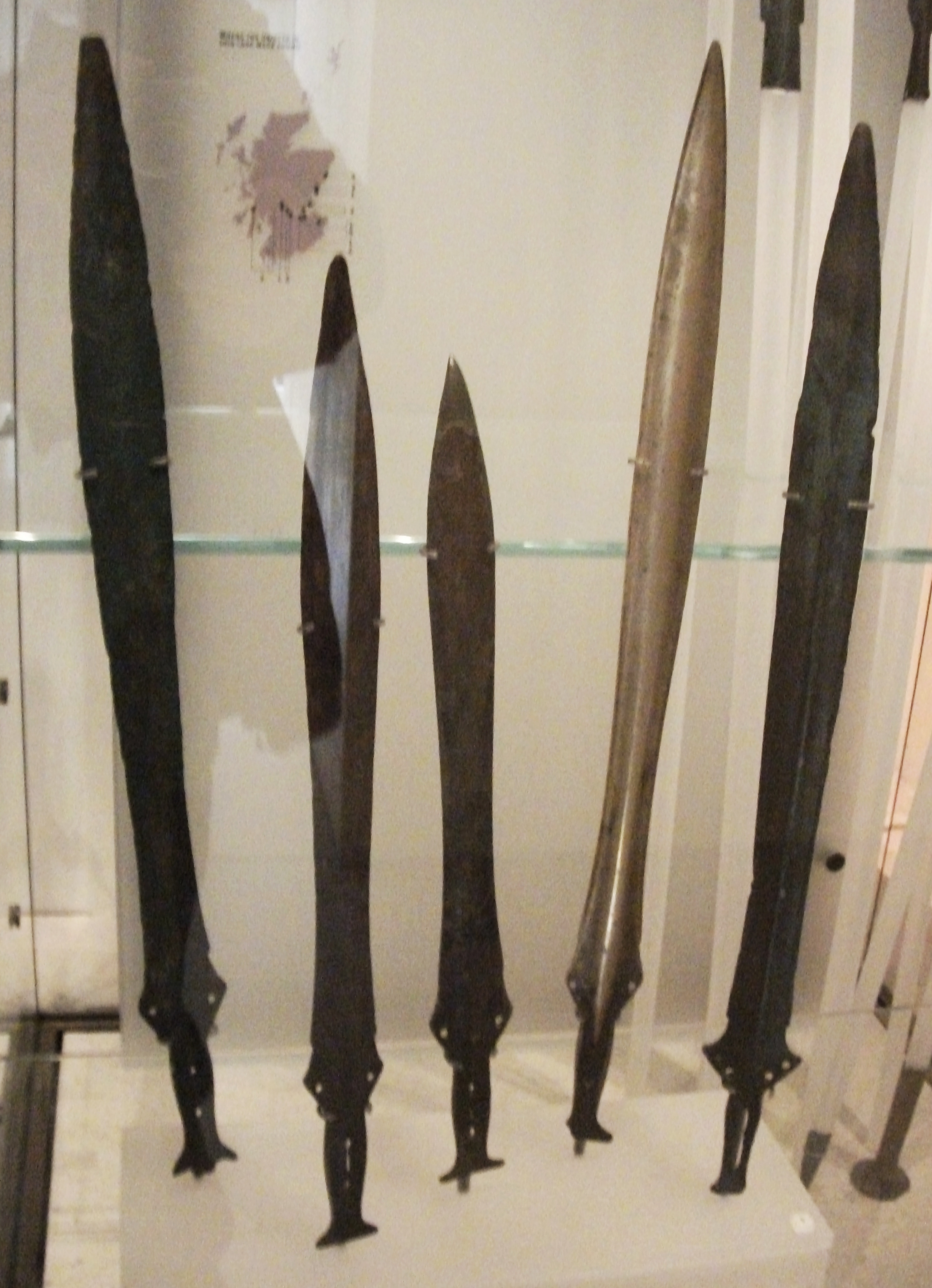
Spade in bronzo, Scozia.

L'inizio del Calcolitico vide l'introduzione di daghe, asce ed altri attrezzi in rame. In massima parte si trattava di oggetti troppo costosi e malleabili per essere armi efficaci. È opinione di molti studiosi che fossero per lo più accessori cerimoniali. Fu solo con l'avvento del bronzo che le armi da taglio in metallo divennero di uso comune.

## Età del ferro
L'età del ferro si apre con eventi quali l'Invasione dorica, la colonizzazione dei Greci in Occidente e la loro interazione con Fenici ed Etruschi. Società guerriere germaniche del Periodo migratorio furono impegnati in guerre endemiche. Al confine tra storia e preistoria può collocarsi la guerra anglo-sassone, ed il suo studio si affida soprattutto all'archeologia, con il solo ausilio di frammentari racconti scritti.